# Kayla McKenna
Kayla Jay McKenna geborene McCoy (* 3. September 1996 in Skokie, Illinois) ist eine in den USA geborene jamaikanische Fußballspielerin.

## Karriere

### Vereine
In ihrer Zeit am College spielte sie für die Mannschaft der Duke Blue Devils. Dann wurde sie im NWSL Draft 2019 von Houston Dash gepickt, kam in ihren gut zwei Jahren hier aber nur ein einziges Mal zum Einsatz. Dann endete ihr Vertrag im Oktober 2020 und sie war eine Zeit lang erst einmal ohne Klub. Nachdem sie ein paar Monate bei den Rangers in Schottland mit trainierte, unterschrieb sie zur Saison 2021/22 hier auch einen Vertrag bei dem schottischen Klub. In den nächsten beiden Spielzeiten erhielt sie stetig große Anteile an Spielzeit pro Partie. Zur Saison 2023/24 wurde sie von Villareal verpflichtet.

### Nationalmannschaft
Für die US-amerikanische U23 wurde sie zwar im Jahr 2018 einmal nominiert, erhielt hier jedoch keinen Einsatz. Ihr Debüt für die jamaikanische A-Nationalmannschaft gab sie am 1. März 2019 bei einem 1:0-Freundschaftsspielsieg über Chile. Nach ein paar weiteren Einsätzen war sie eigentlich auch für die Weltmeisterschaft 2019 nominiert, jedoch musste sie aufgrund von einer Knieverletzung passen.
Im nächsten Jahr war sie wieder bei der Mannschaft in der Qualifikation für das Olympiaturnier der Spiele 2020 dabei. Nach weiteren Freundschaftsspielen und der erfolgreichen Qualifikation kam sie bei der CONCACAF W Championship 2022 zu ihrer ersten Teilnahme an einem großen Turnier. Dort kam sie auf zwei Einsätze.
Am 23. Juni 2023 wurde sie für den finalen Kader bei der Weltmeisterschaft 2023 nominiert. Dort stand sie beim 1:0-Sieg über Panama im zweiten Gruppenspiel in der Startelf und kam so zu ihrem ersten WM-Einsatz.